# Németh Krisztián (labdarúgó, 1975)
Németh Krisztián (1975. április 5. –) szlovák válogatott magyar labdarúgó.

## Mérkőzései a szlovák válogatottban
| #  | Dátum             | Ellenfél | Eredmény         | Kiírás           | Esemény |
| -- | ----------------- | -------- | ---------------- | ---------------- | ------- |
| 1. | 2004. december 2. | Thaiföld | 1 – 1 (t.e.:5-4) | King's Cup döntő | 46'     |

## Sikerei, díjai
Szlovákia:
- King's Cup győztes: 2004